# Орцуев, Хасан Умарович
Хаса́н Ума́рович Орцу́ев (род. 12 мая 1953) — советский борец вольного стиля, чемпион и призёр чемпионатов СССР (1979), чемпион мира (1979), Заслуженный мастер спорта СССР (1979).

## Биография
Родился 12 мая 1953 года в многодетной чеченской семье (восемь сыновей и две дочери). Борьбой начал заниматься в 14 лет у известного тренера Дэги Багаева. Выступал во втором среднем весе.
В 1973 году, после победы на чемпионате СССР среди молодежи, стал членом сборной команды СССР по вольной борьбе. На чемпионате СССР в 1977 году завоевал серебряную, а в 1978 — бронзовую награды. В 1977 году на Универсиаде в Болгарии стал серебряным призёром. В 1979 году выиграл все основные турниры, в которых участвовал, но на Чемпионате СССР по вольной борьбе 1980 года занял 3-е место и на Олимпийские игры в Москве его не взяли. Последние соревнования, в которых он участвовал — чемпионат СССР 1982 года в Орджоникидзе, который сложился для него неудачно.
Уволился из МВД в звании полковника. До войны работал заместителем председателя Чечено-Ингушского добровольного спортивного общества «Динамо».
В 2003 году ему было присвоено звание «Почётный гражданин Чеченской Республики».

## Спортивные результаты
- Чемпионат СССР по вольной борьбе 1977 года — ;
- Чемпионат СССР по вольной борьбе 1978 года — ;
- Чемпионат СССР по вольной борьбе 1979 года — ;
- Вольная борьба на летней Спартакиаде народов СССР 1979 года — ;
- Чемпионат СССР по вольной борьбе 1980 года — ;